# Qara Yusuf
Abu Nasr Qara Yusuf Nuyan ibn Muhammad kurz Qara Yusuf (* 1357; † 1420) war der Herrscher der Stammesföderation der Qara Qoyunlu im Osten Anatoliens von etwa 1388 bis 1420, wobei seine Herrschaft zwischen 1400 und 1405 durch eine Invasion Timurs unterbrochen wurde.

## Das Ende des Vasallentums
Zu Anfang der Herrschaft Qara Yusufs waren die Qara Qoyunlu nominell die Vasallen der Dschalairiden aus Bagdad und Täbris. Beiden drohte durch Timur Gefahr aus dem Osten. 1396 ernannte Timur seinen Sohn Miran Schah zum timuridischen Vizekönig von Aserbaidschan. Qara Yusuf arbeitete mit dem Herrscher der Dschalairiden Ahmad als gleichwertiger Partner gegen die Timuriden und konnte die Qara Qoyunlu unabhängig machen.

## Die Invasion der Timuriden
Die Timuriden begannen einen neuen Feldzug im Jahr 1400 und besiegten die Qara Qoyunlu und Dschalairiden. Qara Yusuf und Sultan Ahmad suchten Schutz beim osmanischen Sultan Bayezid I. 1402 kehrten sie mit einer Armee zurück und kämpften mit den Osmanen in der Schlacht bei Ankara gegen Timur, verloren aber. Der osmanische Sultan geriet sogar in Timurs Gefangenschaft. Nachdem sie die Kontrolle über Bagdad wieder erlangt hatten, begannen sie zu streiten, und Qara Yusuf verwies Ahmad aus der Stadt. Ahmad suchte Zuflucht bei den Mamluken, aber diese ließen ihn aus Furcht vor Timur einsperren. 1403 vertrieben die Timuriden Qara Yusuf wieder aus Bagdad. Dieser suchte ebenfalls Schutz bei den Mamluken und wurde auch eingesperrt. Zusammen in Gefangenschaft erneuerten die beiden Führer ihre Freundschaft und vereinbarten, dass Ahmad Bagdad und Qara Yusuf Aserbaidschan erhalten solle. Als Timur 1405 starb, ließen die Mamluken beide frei.
Qara Yusuf kehrte aus seinem Exil in Ägypten zurück nach Aserbaidschan und besiegte den Timuriden Aba Bakr in der Nähe von Naxçıvan und holte sich 1406 Täbris zurück. Aba Bakr und sein Vater Miran Schah versuchten Täbris zurückzuerobern, wurden aber am 20. April 1408 vernichtend geschlagen, wobei Miran Schah starb. Diese Schlacht, die eine der wichtigsten Schlachten in der Geschichte des Orients war, machte die Ergebnisse der Eroberungen Timurs im Westen zunichte.

## Nach den Timuriden
Nachdem Qara Yusuf sich fest als Herrscher in Aserbaidschan mit der Hauptstadt Täbris etabliert hatte, geriet er mit seinem ehemaligen Verbündeten Ahmad in Konflikt. Ahmad versuchte Aserbaidschan zu erobern und besetzte vorübergehend Täbris, wurde aber am 30. August 1410 in der Nähe von Täbris besiegt. Nachdem er Qara Yusuf den Irak übergeben hatte, wurden er und sein Sohn Ala al-Dawla ermordet. Ahmads Neffe Sultan Valad folgte ihm schnell nach, aber 1412 eroberte Qara Yusuf Bagdad und etablierte damit dort die Herrschaft des Geschlechts der Qara Qoyunlu. So wurde der Herrschaft der Dschalairiden ein Ende gesetzt. Innerhalb weniger Monate herrschte Qara Yusuf über ein Reich, das sich von Georgien bis nach Basra erstreckte und dessen Zentren Täbris und Bagdad waren. Nach Qara Yusufs Tod 1420 versuchte Schāh Ruch, dessen Sohn Qara Iskander Aserbaidschan zu entreißen. Obwohl er ihn 1421 und 1429 zweimal besiegte, war erst die dritte Expedition erfolgreich, als er Iskander durch dessen Bruder Dschahan Schah ersetzte.